# Emilio Sacristan Rock
Emilio Sacristan Rock (Ciudad de México, 7 de noviembre de 1965) es un investigador, inventor y emprendedor Mexicano en el campo de la tecnología médica. Es el ganador del Premio Nacional de Ciencias y Artes (México) 2017 en el campo de Tecnología, Innovación y Diseño.

## Trayectoria
Actualmente es Profesor-Investigador en Ingeniería Biomédica, Fundador y representante del Centro Nacional de Investigación en Instrumentación e Imagenología Médica, CI3M, de la Universidad Autónoma Metropolitana Unidad Iztapalapa, e Investigador Nacional Nivel III del Sistema Nacional de Investigadores (SNI).
Tiene un doctorado en Ingeniería Biomédica de Worcester Polytechnic Institute, y una especialidad en diseño, desarrollo y administración de nuevos productos de Escuela de Administración y Dirección de Empresas Sloan.
Ha sido profesor/investigador en Worcester Polytechnic Institute (1993-1995), y en las escuelas de Medicina de la Universidad de Massachusetts (1988-1995), Universidad Yale (2001-2002), y Universidad Stanford (2009).
Es autor de más de 70 publicaciones científicas y 22 patentes internacionales.
Ha colaborado con varias empresas internacionales para la generación y transferencia de nuevas tecnologías médicas.
Ha participado como Fundador y director general y/o Director Científico de Enviva Corp. (1993-1995), Innovamédica (2000-2010), Critical Perfusion Inc. (2007-2010), Abdeo Medical (2008—2010), y desde 2013 hasta la actualidad en Nervive Inc.
Es inventor del corazón artificial VITACOR UVAD, del condensador de aspiración para monitoreo de gases de anestesia, del espectrómetro de impedancia gástrica para terapia intensiva, y del estimulador magnético para tratamiento de infarto cerebral, entre otros varios dispositivos médicos.
En 2016 fue invitado a dar un TED Talk en TEDx Ciudad de México https://www.youtube.com/watch?v=GvoQMbnZ610

## Reconocimientos
Ha recibido múltiples reconocimientos por su actividad científica y empresarial de prestigiosas organizaciones como la Society for Technology in Anesthesia, La International Federation of Medical and Biological Engineering, El Consejo Regional de Ingeniería Biomédica para América Latina, y la Secretaría de Economía de México. Es Emprendedor Endeavor desde 2004, y fue premiado por American Express como Emprendedor del Año 2006.
En 2017 fue reconocido por el gobierno de la República con el Premio Nacional de Ciencias y Artes y Literatura  en el campo de Tecnología, Innovación y Diseño por sus aportes al desarrollo tecnológico en Ingeniería Biomédica y su impulso a crear grupos de investigación entre academias y empresas.